# Limbach L550E

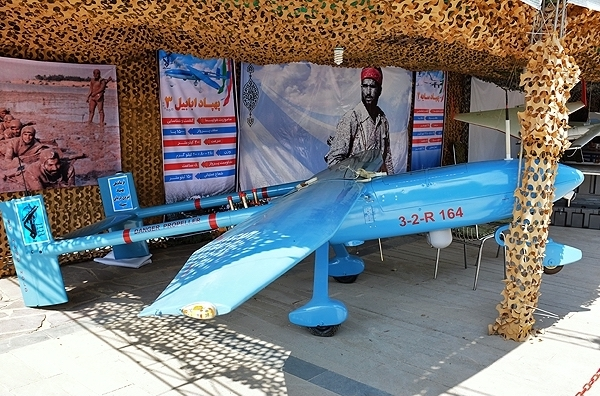
Иранский дальний дрон-разведчик Arabil-3 использует L550E (MD 550)

Limbach L550E — немецкий авиационный двигатель, разработанный и произведённый компанией Limbach Flugmotoren из Кенигсвинтера. Limbach довольно опытный производитель авиадвигателей, он выпустил более 5500 авиационных двигателей для легких самолетов, дронов и мотопланеров в мире.
Двигатель имеет множество клонов китайского и иранского производства выпускаемых под маркой MD 550 (иранская версия полностью называется MADO MD 550)
Разработан изначально для сверхлегких самолётов и мотопланеров, но практически используется массово для БПЛА весом около 200 кг. В их числе IAI Searcher (Форпост), Shahed 136, Arabil, ZALA 421-20 и Qods Mohajer

## История
Изначально двигатель был разработан в 1987 году компанией Limbach для узкой ниши мотопланеров и сверхлегких самолётов как AMF Chevvron 2-32 или Fisher Horizon.
Некоторые аналитики считают, что Limbaсh создал двигатель на базе конструктивных решений двигателей «Volkswagen Boxer» для автомобилей «Фольксваген Жук», что дало L550E необычно высокую экономичность для авиадвигателя, но авиадвигатели сравнительно редко создаются на базе обычных двигателей наземного транспорта, так как для них критична большая удельная мощность на килограмм веса.
Появление дронов сделало L550E одним из самых популярных в своем массогабаритном классе. Обнаружение двигателя в дронах хуситов привело к тому, что спецслужбы ФРГ запретили компании экспортировать двигатель, что и привело к созданию его китайских и иранских копий. Популярность двигателя для дронов обуславливалась очень низким удельным весом на 1 КВт мощности, а также встроенного электрогенератора на 1,2 КВт Для сравнения другой популярный двигатель дронов как Rotax 912, используемый в БПЛА как Байрактар TB2, хотя до 2х раз мощнее, но имеет соотношение мощности к весу как 0,98 кВт/кг, в то время как L550E оно достигает 2,3 кВт/кг. Это связано с тем, что конструкторам Limbach удалось применить легкий алюминий для изготовления многих частей двигателя L550E.
Большую известность двигатель получил из-за массированного использования в дронах Иранской самолётостроительной промышленной компании HESA в самых различных БПЛА, в том числе в Shahed 136, Arabil и Qods Mohajer. Двигатель используется также в крупном израильском разведывательном дроне IAI Searcher (производится в России под маркой «Форпост»). Двигатель позволяет дронам размером несколько метров и весом около 200 кг развивать скорость 150—180 км/ч и преодолевать около 2000 км на одной заправке.

## Конструкция
L550E — это четырёхцилиндровый горизонтально-оппозитный двухтактный бензиновый двигатель с воздушным охлаждением, развивающий мощность 37 кВт (50 л. с.). Версии двигателя для дронов обычно имеют встроенный электрогенератор на 1,2 КВт для питания электрооборудования.
В нём используется импульсное зажигание, четыре карбюратора и смазывание масляной смесью с соотношением топлива и масла 25:1 для минерального масла или 50:1 для синтетического масла. Система охлаждения — воздушная.

## Общие характеристики
Тип: Четырёхцилиндровый, двухтактный авиационный двигатель
Рабочий объём: 548 см³
Длина: 300 мм
Ширина: 410 мм
Высота: 301 мм
Сухой вес: 16 кг
Выходная мощность: 37 кВт (50 л. с.)
Соотношение мощности к весу: 2,3 кВт/кг
Стоимость: $12.000-$17.000 в зависимости от объёма закупок.